# Hobbseus
Hobbseus  (лат.) — род раков семейства Cambaridae. Включает в себя семь видов, 6 из которых эндемики Миссисипи; H. prominens — единственный из этого рода, встречающийся за пределами штата (он встречается в штате Алабама).

## Виды рода Hobbseus
Трое из семи видов семейства Hobbseus занесены в Красную книгу, у троих неопределенный статус и только один из вида Hobbseus находится под наименьшей угрозой.

### Hobbseus attenuatus
Hobbseus attenuatus — один из видов рода Hobbseus. Виду был дан статус «Недостаток данных». Это связано с отсутствием информации по вопросам численности вида и неопределенности по поводу того, что его население подвергается воздействию любой угрозы процессов. С учетом дополнительной информации о том, как угрозы, влияющие на степени распространенности этого вида, этот вид можно включить в исчезающие виды.
Этот вид встречается в 5 местах дренажной системы реки Пёрл, в том числе в пяти населенных пунктах в округе Уинстон и в одном в округе Нешоба, штат Миссисипи (Блэк, 1969).
Территория обитания этого вида оценивается в 4300 км².

### Hobbseus cristatus
Hobbseus cristatus — один из видов рода Hobbseus. Виду был дан статус «Недостаток данных». Необходимы дальнейшие исследования, чтобы определить численность этого вида.
Этот вид встречается на бассейнах рек Томбигби и Паскагула, в округах Кемпер, Лодердейл, Лаундс и Ноксуби в штате Миссисипи (Тэйлор, 2007). Известны 5 пунктов обитания этого вида.
Территория обитания этого вида оценивается в 6900 км².

### Hobbseus orconectoides
Hobbseus orconectoides — вид рода Hobbseus, находящийся под угрозой исчезновения. Территория обитания этого вида — 13 км² и в настоящее время он известен только в 2 местах. Качество среды обитания этого вида находится под угрозой из городского развития и в результате загрязнения, которое уже привело к искоренению этого вида от обитания у населенных пунктов. Он может быть найден в других местах, но это будет не более чем в три раза большая площадь, занимаемая согласно официальной статистике. Дальнейшие исследования по демографическим тенденциям этого вида предлагается, чтобы лучше понять с какой скоростью он теряется и разработать эффективные меры по сохранению.
Места обитания — округа Лаундс, Октиббеха и Уэбстер в штате Миссисипи (Фицпатрик и Пэйн, 1968).